# Île Deer (Mille-Îles)
Pour les articles homonymes, voir Île Deer (homonymie) et Deer.
L'île Deer est une île privée qui fait partie de l'archipel des Mille-Îles. Elle est située aux États-Unis, à la frontière avec le Canada, dans le fleuve Saint-Laurent, vers Alexandria Bay et le château de Boldt.
Elle appartient dans sa totalité à la Russell Trust Association et est utilisé comme lieu d'échange et de retraite pour la société secrète des Skull and Bones de l'université Yale.